# Viveca Sten
Viveca Anne Bergstedt, conocida como Viveca Sten, (Estocolmo, 18 de junio de 1959) es una escritora y abogada sueca. Debutó en la literatura en 2008 con la novela policial En aguas tranquilas (I de lugnaste vatten), la primera parte de la exitosa serie Morden i Sandhamn. Es una de las autoras más leídas de Escandinavia. Desde la infancia ha pasado todos sus veranos en la pequeña isla de Sandhamn en el archipiélago de Estocolmo donde transcurre la trama de sus novelas. Sus populares libros sobre el inspector Thomas Andreasson y la abogada Nora Linde se han vendido en más de cinco millones de copias, se publican en cuarenta países y la adaptación de la serie de televisión ha llegado a más de ochenta millones de espectadores en todo el mundo.

## Biografía
Viveca Sten nació y creció en Estocolmo. Fue a la escuela secundaria en la Escuela de Música Adolf Fredrik. Proveniente de una familia de abogados, es licenciada en derecho por la Universidad de Estocolmo desde 1998 y simultáneamente realizó una maestría en economía (MBA) en la Escuela de Economía de Estocolmo. Durante sus años universitarios también fue escritora y editora en jefe de varios periódicos estudiantiles.
Ha trabajado como asesora legal en Amadeus Scandinavia (SAS), LetsBuyit.com y desde 2002 en el puesto de asesora general en PostNord (el correo sueco-danés).
Fue presentadora de un programa de radio Sommar (Verano) en Sveriges Radio P1 en 2010. 
Ha participado activamente como voluntaria Centro para Refugiados Torturados de la Cruz Roja Sueca. Defensora a ultranza del entorno natural de su país, activista para la preservación de la isla de Sandhamn.
Tras el éxito del primer libro de detectives que publicó en Suecia, luego en Europa, Sten continúa su trabajo y publica, a razón de una novela por año, nuevas aventuras del inspector Thomas Andreasson y la abogada Nora Linde. A finales de 2011, se convirtió en novelista a tiempo completo.
Vive en Djursholm, en las afueras de Estocolmo, con su esposo Lennart Sten y sus tres hijos.

## Obras
Desde 1917, la familia de Viveca ha sido propietaria de una casa en Sandhamn, en el archipiélago de Estocolmo, y desde pequeña ha pasado muchos veranos en la isla, y que continúa visitando cada año durante ocho semanas. Esta fue su inspiración en el verano de 2005 para la novela policial «En aguas tranquilas» que se publicó en 2008 y que tiene lugar en el entorno del archipiélago. Los dos personajes principales, son el policía Thomas Andreasson y su amiga de la infancia, la abogada Nora Linde, quienes se convertirán los protagonistas de todas sus novelas negras.
Solo había escrito algunos libros de texto legales hasta que publicó su primera novela policial en 2008.
Desde 2008 cada año publica una nueva historia.
La serie de libros se ha vendido en más de cuatro millones de copias. Sus obras han sido publicadas y distribuidas en 40 países y traducidas a 20 idiomas, incluidos alemán, español, holandés, polaco y japonés, así como todos los idiomas nórdicos.

### Ficción
- 2008 – I de lugnaste vatten» / En aguas tranquilas (Maeva, 2016)
- 2009 – I den innersta kretsen / Círculos cerrados (Maeva, 2017)
- 2010 – I grunden utan skuld / Sin culpa (RBA, 2011) / No culpable (Maeva, 2018)
- 2011 – I natt är du död / Morirás esta noche (RBA, 2013) / El secreto de la isla (Maeva; 2019)
- 2012 – I stundens hetta
- 2013 – I farans riktning
- 2014 – I maktens skugga
- 2015 – I sanningens namn
- 2017 – Iskalla ögonblick
- 2018 – I fel sällskap

### Libros jurídicos
- 1999 - Outsourcing av IT-tjänster
- 2003 - Förhandla i affärer
- 2013 - Internationella avtal – i teori och praktik

### Libros de cocina
- 2014 – Skärgårdssommar.

### No ficción
Havsfolket: trilogía juvenil escrita en colaboración con su hija Camilla Sten.
- 2016 - Djupgraven.
- 2017 - Sjörök
- 2018 Mareld

## Series
La serie de televisión sueca Morden i Sandhamn se basa en los cinco primeros libros de Sten. Desde 2010, estas novelas fueron adaptadas para la televisión con los actores Jakob Cedergren, Alexandra Rapaport y Anki Lidén en los roles principales. En algunos episodios entre 2010 y 2014, Sten aparece en un cameo jugando un pequeño papel.
- 2010 – I de lugnaste vatten
- 2012 – I den innersta kretsen
- 2013 – I grunden utan skuld
- 2014 – I natt är du död
- 2015 – I stundens hetta
- 2018 – I maktens skugga
- – I sanningens namn

La serie de televisión polaca Zbrodnia dirigida por Grzegorz Zgliński (primera temporada en 2014) y Sławomir Fabicki (segunda temporada en 2015) transmitida en la televisión nacional polaca, está basada en la serie sueca.